# 廣瀬通孝
廣瀬 通孝（ひろせ みちたか、1954年5月7日 - ）は、日本のシステム工学者、東京大学教授経て、東京大学名誉教授。

## 来歴
神奈川県生まれ。1977年東京大学工学部産業機械工学科卒、82年同大学院博士課程修了、「分散型システムの最適構造化に関する研究」で工学博士、東大工学部専任講師、83年助教授、91年東大工学部機械情報工学科助教授、99年東京大学先端科学技術研究センター教授、情報理工学系研究科教授。2020年定年退職。
1995年東京テクノ・フォーラムゴールド・メダル賞受賞、2004年共著『シミュレーションの思想』で大川出版賞受賞、2010年日本バーチャルリアリティ学会会長、2015年 IEEE VGTC 2015 Virtual Reality Career Award 受賞, 機械力学、制御工学、システム工学が専門で、ヴァーチャル・リアリティの先駆的研究をおこなった。

## 著書
- 『技術はどこまで人間に近づくか 生体化するテクノロジーと21世紀』PHP研究所、1992
- 『バーチャル・リアリティ』産業図書、1993
- 『バーチャルリアリティ』オーム社 ヒューマンコミュニケーション工学シリーズ、1995
- 『電脳都市の誕生 バーチャルリアリティとアーバンデザイン』PHP研究所、1996
- 『バーチャル・リアリティって何だろう 仮想と現実のあいだ』ダイヤモンド社、1997
- 『岩波講座現代工学の基礎 /システムの構造と特性』岩波書店、2001
- 『空間型コンピュータ 「脳」を超えて』岩波書店 双書科学/技術のゆくえ、2002
- 『岩波講座ロボット学 システムの構造と特性』岩波書店 シリーズ現代工学入門、2005

### 共著編
- 『バーチャル・テック・ラボ 「超」現実への接近』舘暲共監修・著 工業調査会、1992
- 『VR世界の構成手法 VR環境の創世・演出・コンピューティング』バーチャルリアリティの基礎 編 培風館、2000
- 『シミュレーションの思想』小木哲朗、田村善昭共著 東京大学出版会、2002
- 『ロボットインフォマティクス』安西祐一郎、山崎信行、徳田英幸、西田豊明、萩田紀博共著 岩波書店、2005
- 『ヒトと機械のあいだ ヒト化する機械と機械化するヒト』編 岩波書店 シリーズヒトの科学、2007

### 翻訳
- サンドラ・K.ヘルセル、ジュディス・P.ロス編『バーチャルリアリティ 理論・実践・展望』監訳 海文堂出版、1992

## 参考
- 『現代日本人名録』2002年
- 廣瀬・谷川・鳴海研究室
- 「CABIN」が開く仮想現実空間